# Chelsea FC in het seizoen 2017/18
Dit artikel beschrijft de prestaties van de Engelse voetbalclub Chelsea FC in het seizoen 2017–2018.

## Selectie
| Nr.           | Naam                | Nationaliteit | Geboortedatum | Vorige club         |
| ------------- | ------------------- | ------------- | ------------- | ------------------- |
| Keepers       |                     |               |               |                     |
| 1             | Willy Caballero     | Argentinië    | 28-09-1981    | Manchester City     |
| 13            | Thibaut Courtois    | België        | 11-05-1992    | Atlético Madrid     |
| 37            | Eduardo             | Portugal      | 19-09-1982    | Dinamo Zagreb       |
| Verdedigers   |                     |               |               |                     |
| 2             | Antonio Rüdiger     | Duitsland     | 03-03-1993    | AS Roma             |
| 3             | Marcos Alonso       | Spanje        | 28-12-1990    | Fiorentina          |
| 21            | Davide Zappacosta   | Italië        | 11-06-1992    | Torino              |
| 24            | Gary Cahill         | Engeland      | 19-12-1985    | Bolton Wanderers    |
| 27            | Andreas Christensen | Denemarken    | 10-04-1996    | Borussia M'gladbach |
| 28            | César Azpilicueta   | Spanje        | 28-08-1989    | Olympique Marseille |
| 30            | David Luiz          | Brazilië      | 22-04-1987    | Paris Saint-Germain |
| 31            | Fikayo Tomori       | Canada        | 19-12-1997    | /                   |
| 33            | Emerson Palmieri    | Brazilië      | 03-08-1994    | AS Roma             |
| Middenvelders |                     |               |               |                     |
| 4             | Cesc Fàbregas       | Spanje        | 04-05-1987    | FC Barcelona        |
| 6             | Danny Drinkwater    | Engeland      | 05-03-1990    | Leicester City      |
| 7             | N'Golo Kanté        | Frankrijk     | 29-03-1991    | Leicester City      |
| 8             | Ross Barkley        | Engeland      | 05-12-1993    | Everton             |
| 10            | Eden Hazard         | België        | 07-01-1991    | Lille               |
| 14            | Tiemoué Bakayoko    | Frankrijk     | 17-08-1994    | AS Monaco           |
| 15            | Victor Moses        | Nigeria       | 12-12-1990    | West Ham United     |
| 16            | Kenedy              | Brazilië      | 08-02-1996    | Watford             |
| 17            | Charly Musonda jr.  | België        | 15-10-1996    | Real Betis          |
| 22            | Willian             | Brazilië      | 09-08-1988    | Anzji Machatsjkala  |
| 38            | Jérémie Boga        | Ivoorkust     | 03-01-1997    | Granada             |
| 70            | Callum Hudson-Odoi  | Engeland      | 07-11-2000    | /                   |
| Aanvallers    |                     |               |               |                     |
| 9             | Álvaro Morata       | Spanje        | 23-10-1992    | Real Madrid         |
| 11            | Pedro               | Spanje        | 28-07-1987    | FC Barcelona        |
| 18            | Olivier Giroud      | Frankrijk     | 30-09-1986    | Arsenal FC          |

- = Aanvoerder

### Technische staf
|                 |                      |               |
| Functie         | Naam                 | Nationaliteit |
| Coach           | Antonio Conte (foto) | Italië        |
| Assistent-coach | Steve Holland        | Engeland      |
| Assistent-coach | Angelo Alessio       | Italië        |
| Assistent-coach | Gianluca Conte       | Italië        |
| Fitness coach   | Paolo Bertelli       | Italië        |
| Fitness coach   | Julio Tous           | Spanje        |
| Fitness coach   | Chris Jones          | Engeland      |
| Keeperstrainer  | Gianluca Spinelli    | Italië        |

## Resultaten
Een overzicht van de competities waaraan Chelsea in het seizoen 2017-2018 deelnam.
| Premier League | FA Cup  | League Cup   | Community Shield    | Champions League |
| -------------- | ------- | ------------ | ------------------- | ---------------- |
|                |         |              |                     |                  |
| Vijfde         | Winnaar | Halve finale | Verliezend finalist | 1/8 finale       |

## Uitrustingen
Shirtsponsor(s): Yokohama Tyres

Sportmerk: adidas
| Thuis | Uit | Alternatief | Doelman | Doelman |

## Transfers

### Zomer
| Naam               | Nationaliteit    | Van/naar          | Prijs          |
| ------------------ | ---------------- | ----------------- | -------------- |
| Inkomend           |                  |                   |                |
| Willy Caballero    | Argentinië       | Manchester City   | Transfervrij   |
| Antonio Rüdiger    | Duitsland        | AS Roma           | € 31.500.000   |
| Tiemoué Bakayoko   | Frankrijk        | AS Monaco         | € 43.500.000   |
| Álvaro Morata      | Spanje           | Real Madrid       | € 63.000.000   |
| Billy Gilmour      | Schotland        | Glasgow Rangers   | € 550.000      |
| Ethan Ampadu       | Wales            | Exeter City       | niet bekend    |
| Davide Zappacosta  | Italië           | Torino            | € 27.500.000   |
| Danny Drinkwater   | Engeland         | Leicester City    | € 38.000.000   |
| TOTAAL UITGAVEN:   | TOTAAL UITGAVEN: | TOTAAL UITGAVEN:  | € 204.050.000  |
| Uitgaand           |                  |                   |                |
| Alex Davey         | Schotland        |                   | Einde contract |
| Asmir Begović      | Bosnië en Her.   | Bournemouth       | € 11.000.000   |
| Dominic Solanke    | Engeland         | Liverpool         | € 3.200.000    |
| Juan Cuadrado      | Colombia         | Juventus          | € 19.000.000   |
| Christian Atsu     | Ghana            | Newcastle United  | € 6.750.000    |
| Alex Kiwomya       | Engeland         | Doncaster Rovers  | Transfervrij   |
| Bertrand Traoré    | Burkina Faso     | Olympique Lyon    | € 9.500.000    |
| Nathan Aké         | Nederland        | Bournemouth       | € 22.000.000   |
| John Terry         | Engeland         | Aston Villa       | Transfervrij   |
| Nathaniel Chalobah | Engeland         | Watford           | € 5.500.000    |
| Mukhtar Ali        | Engeland         | Vitesse           | niet bekend    |
| Nemanja Matić      | Servië           | Manchester United | € 45.000.000   |
| Loïc Rémy          | Frankrijk        | Las Palmas        | Transfervrij   |
| TOTAAL INKOMEN:    | TOTAAL INKOMEN:  | TOTAAL INKOMEN:   | € 121.950.000  |

### Verhuurde spelers
| Naam               | Nationaliteit    | Van/naar               | Begin huur       | Einde huur   |
| ------------------ | ---------------- | ---------------------- | ---------------- | ------------ |
| Uitgaand           |                  |                        |                  |              |
| Danilo Pantić      | Servië           | Partizan Belgrado      | 1 juli 2017      | 30 juni 2018 |
| Nathan Baxter      | Engeland         | Woking                 | 1 juli 2017      | 30 juni 2018 |
| Fankaty Dabo       | Engeland         | Vitesse                | 1 juli 2017      | 30 juni 2018 |
| Tammy Abraham      | Engeland         | Swansea City           | 4 juli 2017      | 30 juni 2018 |
| Kasey Palmer       | Engeland         | Huddersfield Town      | 4 juli 2017      | 30 juni 2018 |
| Todd Kane          | Engeland         | FC Groningen           | 5 juli 2017      | 30 juni 2018 |
| Josimar Quintero   | Ecuador          | FK Rostov              | 5 juli 2017      | 30 juni 2018 |
| Charlie Colkett    | Engeland         | Vitesse                | 6 juli 2017      | 30 juni 2018 |
| Bradley Collins    | Engeland         | Forest Green Rovers    | 7 juli 2017      | 30 juni 2018 |
| Ola Aina           | Nigeria          | Hull City              | 11 juli 2017     | 30 juni 2018 |
| Ruben Loftus-Cheek | Engeland         | Crystal Palace         | 12 juli 2017     | 30 juni 2018 |
| Lucas Piazon       | Brazilië         | Fulham                 | 14 juli 2017     | 30 juni 2018 |
| Marco van Ginkel   | Nederland        | PSV                    | 16 juli 2017     | 30 juni 2018 |
| Ike Ugbo           | Engeland         | Barnsley               | 17 juli 2017     | 30 juni 2018 |
| Jay Dasilva        | Engeland         | Charlton Athletic      | 21 juli 2017     | 30 juni 2018 |
| Kurt Zouma         | Frankrijk        | Stoke City             | 21 juli 2017     | 30 juni 2018 |
| Mason Mount        | Engeland         | Vitesse                | 24 juli 2017     | 30 juni 2018 |
| Izzy Brown         | Engeland         | Brighton & Hove Albion | 25 juli 2017     | 30 juni 2018 |
| Tomáš Kalas        | Tsjechië         | Fulham FC              | 27 juli 2017     | 30 juni 2018 |
| Michael Hector     | Jamaica          | Hull City              | 27 juli 2017     | 30 juni 2018 |
| Jamal Blackman     | Engeland         | Sheffield United       | 27 juli 2017     | 30 juni 2018 |
| Matt Miazga        | Verenigde Staten | Vitesse                | 28 juli 2017     | 30 juni 2018 |
| Jared Thompson     | Engeland         | Chippenham Town        | 28 juli 2017     | 30 juni 2018 |
| Victorien Angban   | Ivoorkust        | Waasland-Beveren       | 28 juli 2017     | 30 juni 2018 |
| Mario Pašalić      | Kroatië          | Spartak Moskou         | 2 augustus 2017  | 30 juni 2018 |
| Lewis Baker        | Engeland         | Middlesbrough          | 11 augustus 2017 | 30 juni 2018 |
| Charly Musonda jr. | België           | Celtic                 | 29 januari 2018  | 30 juni 2019 |
| Michy Batshuayi    | België           | Borussia Dortmund      | 31 januari 2018  | 30 juni 2018 |

### Winter
| Naam             | Nationaliteit    | Van/naar         | Prijs        |
| ---------------- | ---------------- | ---------------- | ------------ |
| Inkomend         |                  |                  |              |
| Ross Barkley     | Engeland         | Everton          | € 17.000.000 |
| Emerson Palmieri | Brazilië         | AS Roma          | € 26.000.000 |
| Olivier Giroud   | Frankrijk        | Arsenal FC       | € 18.500.000 |
| TOTAAL UITGAVEN: | TOTAAL UITGAVEN: | TOTAAL UITGAVEN: | € 61.500.000 |

## Community Shield

### Wedstrijden
| Wedstrijddetails                             | Thuisploeg    | Uitslag   | Uitploeg   | Opstelling | Kaarten                                |
| -------------------------------------------- | ------------- | --------- | ---------- | --- | -------------------------------------- |
| FA Community Shield                          |               |           |            | |                                        |
| 6 augustus 2017 15:00 Wembley Stadium Londen | Arsenal FC    | 1-1 (3-1) | Chelsea FC | Courtois Azpilicueta, Luiz, Cahill Moses, Fàbregas, Kanté, Alonso (79' Rüdiger) Willian (82' Musonda), Batshuayi (74' Morata), Pedro Strafschoppen: Cahill, Courtois, Morata | 13' Azpilicueta 35' Alonso 37' Willian |
| 6 augustus 2017 15:00 Wembley Stadium Londen | 82' Kolašinac | 0-1 1-1   | 46' Moses  | Courtois Azpilicueta, Luiz, Cahill Moses, Fàbregas, Kanté, Alonso (79' Rüdiger) Willian (82' Musonda), Batshuayi (74' Morata), Pedro Strafschoppen: Cahill, Courtois, Morata | 13' Azpilicueta 35' Alonso 37' Willian |

## Premier League

### Wedstrijden
| Wedstrijddetails                                         | Thuisploeg                                                           | Uitslag                 | Uitploeg                                    | Opstelling | Kaarten                                                             |
| -------------------------------------------------------- | -------------------------------------------------------------------- | ----------------------- | ------------------------------------------- | --- | ------------------------------------------------------------------- |
| Heenronde                                                |                                                                      |                         |                                             | |                                                                     |
| 12 augustus 2017 16:00 Stamford Bridge Londen            | Chelsea FC                                                           | 2-3                     | Burnley FC                                  | Courtois Rüdiger, Luiz, Cahill Moses, Fàbregas, Kanté, Azpilicueta Willian, Batshuayi (59' Morata), Boga (18' Christensen)(90+2' Musonda)           | 3' Alonso 14' Cahill 16' Fàbregas 77' Luiz 81' Fàbregas 89' Rüdiger |
| 12 augustus 2017 16:00 Stamford Bridge Londen            | 69' Morata 88' Luiz                                                  | 0-1 0-2 0-3 1-3 2-3     | 24' Vokes 39' Ward 43' Vokes                | Courtois Rüdiger, Luiz, Cahill Moses, Fàbregas, Kanté, Azpilicueta Willian, Batshuayi (59' Morata), Boga (18' Christensen)(90+2' Musonda)           | 3' Alonso 14' Cahill 16' Fàbregas 77' Luiz 81' Fàbregas 89' Rüdiger |
| 20 augustus 2017 17:00 Wembley Stadium Londen            | Tottenham Hotspur                                                    | 1-2                     | Chelsea FC                                  | Courtois Rüdiger, Luiz, Christensen Moses, Bakayoko, Kanté, Azpilicueta Willian (78' Pedro), Morata (79' Batshuayi), Alonso                         | 30' Rüdiger 38' Luiz 87' Alonso                                     |
| 20 augustus 2017 17:00 Wembley Stadium Londen            | 82' Batshuayi (own)                                                  | 0-1 1-1 1-2             | 24' Alonso 88' Alonso                       | Courtois Rüdiger, Luiz, Christensen Moses, Bakayoko, Kanté, Azpilicueta Willian (78' Pedro), Morata (79' Batshuayi), Alonso                         | 30' Rüdiger 38' Luiz 87' Alonso                                     |
| 27 augustus 2017 14:30 Stamford Bridge Londen            | Chelsea FC                                                           | 2-0                     | Everton FC                                  | Courtois Rüdiger, Luiz, Azpilicueta Moses (89' Christensen), Fàbregas, Kanté, Alonso Willian, Morata (78' Batshuayi), Pedro (75' Bakayoko)          | 76' Moses 88' Azpilicueta                                           |
| 27 augustus 2017 14:30 Stamford Bridge Londen            | 27' Fàbregas 40' Morata                                              | 1-0 2-0                 |                                             | Courtois Rüdiger, Luiz, Azpilicueta Moses (89' Christensen), Fàbregas, Kanté, Alonso Willian, Morata (78' Batshuayi), Pedro (75' Bakayoko)          | 76' Moses 88' Azpilicueta                                           |
| 9 september 2017 16:00 King Power Stadium Leicester      | Leicester City                                                       | 1-2                     | Chelsea FC                                  | Courtois Azpilicueta, Luiz, Rüdiger Moses (74' Zappacosta), Kanté, Bakayoko, Alonso Pedro (63' Willian), Morata, Fàbregas (78' Hazard)              |                                                                     |
| 9 september 2017 16:00 King Power Stadium Leicester      | 62' Vardy (pen.)                                                     | 0-1 0-2 1-2             | 41' Morata 50' Kanté                        | Courtois Azpilicueta, Luiz, Rüdiger Moses (74' Zappacosta), Kanté, Bakayoko, Alonso Pedro (63' Willian), Morata, Fàbregas (78' Hazard)              |                                                                     |
| 17 september 2017 14:30 Stamford Bridge Londen           | Chelsea FC                                                           | 0-0                     | Arsenal FC                                  | Courtois Azpilicueta, Luiz, Cahill Moses, Kanté, Fàbregas, Alonso Willian (70' Hazard), Morata (89' Christensen), Pedro (46' Bakayoko)              | 52' Luiz 65' Morata 87' Luiz                                        |
| 17 september 2017 14:30 Stamford Bridge Londen           |                                                                      |                         |                                             | Courtois Azpilicueta, Luiz, Cahill Moses, Kanté, Fàbregas, Alonso Willian (70' Hazard), Morata (89' Christensen), Pedro (46' Bakayoko)              | 52' Luiz 65' Morata 87' Luiz                                        |
| 23 september 2017 16:00 Britannia Stadium Stoke-on-Trent | Stoke City                                                           | 0-4                     | Chelsea FC                                  | Courtois Azpilicueta, Christensen, Rüdiger Moses, Kanté, Bakayoko, Alonso (59' Cahill) Willian (72' Hazard), Morata, Pedro (68' Fàbregas)           | 51' Alonso 57' Kanté                                                |
| 23 september 2017 16:00 Britannia Stadium Stoke-on-Trent |                                                                      | 0-1 0-2 0-3 0-4         | 2' Morata 30' Pedro 77' Morata 82' Morata   | Courtois Azpilicueta, Christensen, Rüdiger Moses, Kanté, Bakayoko, Alonso (59' Cahill) Willian (72' Hazard), Morata, Pedro (68' Fàbregas)           | 51' Alonso 57' Kanté                                                |
| 30 september 2017 18:30 Stamford Bridge Londen           | Chelsea FC                                                           | 0-1                     | Manchester City                             | Courtois Rüdiger, Christensen, Cahill Azpilicueta, Kanté, Bakayoko (73' Batshuayi), Fàbregas, Alonso Hazard (72' Pedro), Morata (35' Willian)       |                                                                     |
| 30 september 2017 18:30 Stamford Bridge Londen           |                                                                      | 0-1                     | 67' De Bruyne                               | Courtois Rüdiger, Christensen, Cahill Azpilicueta, Kanté, Bakayoko (73' Batshuayi), Fàbregas, Alonso Hazard (72' Pedro), Morata (35' Willian)       |                                                                     |
| 14 oktober 2017 16:00 Selhurst Park Londen               | Crystal Palace                                                       | 2-1                     | Chelsea FC                                  | Courtois Azpilicueta, Luiz, Cahill Moses (40' Zappacosta), Fàbregas, Bakayoko, Alonso Willian (65' Musonda), Batshuayi (57' Pedro), Hazard          | 87' Bakayoko                                                        |
| 14 oktober 2017 16:00 Selhurst Park Londen               | 11' Azpilicueta (own) 45' Zaha                                       | 1-0 1-1 2-1             | 18' Bakayoko                                | Courtois Azpilicueta, Luiz, Cahill Moses (40' Zappacosta), Fàbregas, Bakayoko, Alonso Willian (65' Musonda), Batshuayi (57' Pedro), Hazard          | 87' Bakayoko                                                        |
| 21 oktober 2017 13:30 Stamford Bridge Londen             | Chelsea FC                                                           | 4-2                     | Watford FC                                  | Courtois Rüdiger, Luiz, Cahill Azpilicueta, Fàbregas, Bakayoko, Alonso (68' Willian) Pedro (86' Zappacosta), Morata (61' Batshuayi), Hazard         | 23' Rüdiger 56' Morata                                              |
| 21 oktober 2017 13:30 Stamford Bridge Londen             | 12' Pedro 71' Batshuayi 87' Azpilicueta 90+5' Batshuayi              | 1-0 1-1 1-2 2-2 3-2 4-2 | 45+2' Doucouré 49' Pereyra                  | Courtois Rüdiger, Luiz, Cahill Azpilicueta, Fàbregas, Bakayoko, Alonso (68' Willian) Pedro (86' Zappacosta), Morata (61' Batshuayi), Hazard         | 23' Rüdiger 56' Morata                                              |
| 28 oktober 2017 18:30 Dean Court Bournemouth             | Bournemouth                                                          | 0-1                     | Chelsea FC                                  | Courtois Azpilicueta, Luiz, Rüdiger Zappacosta, Fàbregas, Bakayoko, Alonso Pedro (79' Drinkwater), Morata (79' Batshuayi), Hazard (85' Willian)     |                                                                     |
| 28 oktober 2017 18:30 Dean Court Bournemouth             |                                                                      | 0-1                     | 51' Hazard                                  | Courtois Azpilicueta, Luiz, Rüdiger Zappacosta, Fàbregas, Bakayoko, Alonso Pedro (79' Drinkwater), Morata (79' Batshuayi), Hazard (85' Willian)     |                                                                     |
| 5 november 2017 17:30 Stamford Bridge Londen             | Chelsea FC                                                           | 1-0                     | Manchester United                           | Courtois Azpilicueta, Christensen, Cahill Zappacosta (66' Rüdiger), Fàbregas (79' Drinkwater), Kanté, Bakayoko, Alonso Morata, Hazard (87' Willian) | 20' Bakayoko                                                        |
| 5 november 2017 17:30 Stamford Bridge Londen             | 55' Morata                                                           | 1-0                     |                                             | Courtois Azpilicueta, Christensen, Cahill Zappacosta (66' Rüdiger), Fàbregas (79' Drinkwater), Kanté, Bakayoko, Alonso Morata, Hazard (87' Willian) | 20' Bakayoko                                                        |
| 18 november 2017 16:00 The Hawthorns West Bromwich       | West Bromwich Albion                                                 | 0-4                     | Chelsea FC                                  | Courtois Azpilicueta, Christensen, Cahill Zappacosta, Fàbregas (67' Drinkwater), Kanté (77' Willian), Bakayoko, Alonso Morata, Hazard (71' Pedro)   | 19' Hazard 51' Fàbregas 90' Morata                                  |
| 18 november 2017 16:00 The Hawthorns West Bromwich       |                                                                      | 0-1 0-2 0-3 0-4         | 17' Morata 23' Hazard 38' Alonso 62' Hazard | Courtois Azpilicueta, Christensen, Cahill Zappacosta, Fàbregas (67' Drinkwater), Kanté (77' Willian), Bakayoko, Alonso Morata, Hazard (71' Pedro)   | 19' Hazard 51' Fàbregas 90' Morata                                  |
| 25 november 2017 18:30 Anfield Liverpool                 | Liverpool FC                                                         | 1-1                     | Chelsea FC                                  | Courtois Azpilicueta, Christensen, Cahill Zappacosta (83' Willian), Drinkwater (74' Fàbregas), Kanté, Bakayoko (77' Pedro), Alonso Morata, Hazard   |                                                                     |
| 25 november 2017 18:30 Anfield Liverpool                 | 65' Salah                                                            | 1-0 1-1                 | 85' Willian                                 | Courtois Azpilicueta, Christensen, Cahill Zappacosta (83' Willian), Drinkwater (74' Fàbregas), Kanté, Bakayoko (77' Pedro), Alonso Morata, Hazard   |                                                                     |
| 29 november 2017 20:45 Stamford Bridge Londen            | Chelsea FC                                                           | 1-0                     | Swansea City                                | Courtois Rüdiger, Christensen, Cahill Zappacosta (75' Moses), Fàbregas, Kanté, Alonso Willian (81' Drinkwater), Morata, Pedro (81' Hazard)          | 90+3' Morata                                                        |
| 29 november 2017 20:45 Stamford Bridge Londen            | 55' Rüdiger                                                          | 1-0                     |                                             | Courtois Rüdiger, Christensen, Cahill Zappacosta (75' Moses), Fàbregas, Kanté, Alonso Willian (81' Drinkwater), Morata, Pedro (81' Hazard)          | 90+3' Morata                                                        |
| 2 december 2017 13:30 Stamford Bridge Londen             | Chelsea FC                                                           | 3-1                     | Newcastle United                            | Courtois Azpilicueta, Christensen (80' Cahill), Rüdiger Moses, Fàbregas (78' Bakayoko), Kanté, Drinkwater, Alonso Morata, Hazard (78' Willian)      |                                                                     |
| 2 december 2017 13:30 Stamford Bridge Londen             | 21' Hazard 33' Morata 74' Hazard (pen.)                              | 0-1 1-1 2-1 3-1         | 12' Gayle                                   | Courtois Azpilicueta, Christensen (80' Cahill), Rüdiger Moses, Fàbregas (78' Bakayoko), Kanté, Drinkwater, Alonso Morata, Hazard (78' Willian)      |                                                                     |
| 9 december 2017 13:30 London Stadium Londen              | West Ham United                                                      | 1-0                     | Chelsea FC                                  | Courtois Azpilicueta, Christensen, Cahill Zappacosta (64' Willian), Fàbregas, Kanté, Bakayoko (46' Pedro), Alonso (55' Moses) Morata, Hazard        | 18' Alonso                                                          |
| 9 december 2017 13:30 London Stadium Londen              | 6' Arnautović                                                        | 1-0                     |                                             | Courtois Azpilicueta, Christensen, Cahill Zappacosta (64' Willian), Fàbregas, Kanté, Bakayoko (46' Pedro), Alonso (55' Moses) Morata, Hazard        | 18' Alonso                                                          |
| 12 december 2017 21:00 John Smith's Stadium Huddersfield | Huddersfield Town                                                    | 1-3                     | Chelsea FC                                  | Courtois Azpilicueta, Christensen (80' Drinkwater), Rüdiger Moses, Kanté (71' Drinkwater), Bakayoko, Alonso Willian, Hazard (69' Batshuayi), Pedro  |                                                                     |
| 12 december 2017 21:00 John Smith's Stadium Huddersfield | 90+2' Depoitre                                                       | 0-1 0-2 0-3 1-3         | 23' Bakayoko 43' Willian 50' Pedro          | Courtois Azpilicueta, Christensen (80' Drinkwater), Rüdiger Moses, Kanté (71' Drinkwater), Bakayoko, Alonso Willian, Hazard (69' Batshuayi), Pedro  |                                                                     |
| 16 december 2017 16:00 Stamford Bridge Londen            | Chelsea FC                                                           | 1-0                     | Southampton FC                              | Courtois Azpilicueta, Christensen, Cahill Moses (82' Zappacosta), Kanté, Bakayoko, Alonso Willian, Hazard (73' Morata), Pedro (68' Fàbregas)        | 90+4' Alonso                                                        |
| 16 december 2017 16:00 Stamford Bridge Londen            | 45+3' Alonso                                                         | 1-0                     |                                             | Courtois Azpilicueta, Christensen, Cahill Moses (82' Zappacosta), Kanté, Bakayoko, Alonso Willian, Hazard (73' Morata), Pedro (68' Fàbregas)        | 90+4' Alonso                                                        |
| 23 december 2017 13:30 Goodison Park Liverpool           | Everton FC                                                           | 0-0                     | Chelsea FC                                  | Courtois Azpilicueta, Christensen, Rüdiger Moses (81' Zappacosta), Kanté, Bakayoko, Alonso Willian (71' Batshuayi), Hazard, Pedro (63' Fàbregas)    |                                                                     |
| 23 december 2017 13:30 Goodison Park Liverpool           |                                                                      |                         |                                             | Courtois Azpilicueta, Christensen, Rüdiger Moses (81' Zappacosta), Kanté, Bakayoko, Alonso Willian (71' Batshuayi), Hazard, Pedro (63' Fàbregas)    |                                                                     |
| 26 december 2017 16:00 Stamford Bridge Londen            | Chelsea FC                                                           | 2-0                     | Brighton & Hove Albion                      | Courtois Azpilicueta, Cahill, Rüdiger Moses, Fàbregas, Kanté (85' Drinkwater), Bakayoko, Alonso Morata (82' Batshuayi), Hazard (73' Willian)        |                                                                     |
| 26 december 2017 16:00 Stamford Bridge Londen            | 46' Morata 60' Alonso                                                | 1-0 2-0                 |                                             | Courtois Azpilicueta, Cahill, Rüdiger Moses, Fàbregas, Kanté (85' Drinkwater), Bakayoko, Alonso Morata (82' Batshuayi), Hazard (73' Willian)        |                                                                     |
| Terugronde                                               |                                                                      |                         |                                             | |                                                                     |
| 30 december 2017 16:00 Stamford Bridge Londen            | Chelsea FC                                                           | 5-0                     | Stoke City                                  | Courtois Azpilicueta, Cahill, Rüdiger Moses (57' Zappacosta), Kanté (65' Bakayoko), Drinkwater, Alonso Willian, Morata (71' Batshuayi), Pedro       | 52' Pedro                                                           |
| 30 december 2017 16:00 Stamford Bridge Londen            | 3' Rüdiger 9' Drinkwater 23' Pedro 73' Willian (pen.) 88' Zappacosta | 1-0 2-0 3-0 4-0 5-0     |                                             | Courtois Azpilicueta, Cahill, Rüdiger Moses (57' Zappacosta), Kanté (65' Bakayoko), Drinkwater, Alonso Willian, Morata (71' Batshuayi), Pedro       | 52' Pedro                                                           |
| 3 januari 2018 20:45 Emirates Stadium Londen             | Arsenal FC                                                           | 2-2                     | Chelsea FC                                  | Courtois Azpilicueta, Cahill, Rüdiger Moses (56' Zappacosta), Fàbregas (71' Drinkwater), Kanté, Bakayoko, Alonso Morata, Hazard (82' Willian)       | 43' Fàbregas 89' Courtois                                           |
| 3 januari 2018 20:45 Emirates Stadium Londen             | 63' Wilshere 90+2' Bellerín                                          | 1-0 1-1 1-2 2-2         | 67' Hazard (pen.) 84' Alonso                | Courtois Azpilicueta, Cahill, Rüdiger Moses (56' Zappacosta), Fàbregas (71' Drinkwater), Kanté, Bakayoko, Alonso Morata, Hazard (82' Willian)       | 43' Fàbregas 89' Courtois                                           |
| 13 januari 2018 16:00 Stamford Bridge Londen             | Chelsea FC                                                           | 0-0                     | Leicester City                              | Courtois Azpilicueta, Cahill (33' Christensen), Rüdiger Moses, Fàbregas (58' Willian), Kanté, Bakayoko, Alonso Morata, Hazard (58' Pedro)           | 56' Kanté 87' Morata                                                |
| 13 januari 2018 16:00 Stamford Bridge Londen             |                                                                      |                         |                                             | Courtois Azpilicueta, Cahill (33' Christensen), Rüdiger Moses, Fàbregas (58' Willian), Kanté, Bakayoko, Alonso Morata, Hazard (58' Pedro)           | 56' Kanté 87' Morata                                                |
| 20 januari 2018 13:30 The AMEX Falmer                    | Brighton & Hove Albion                                               | 0-4                     | Chelsea FC                                  | Caballero Azpilicueta, Christensen (58' Luiz), Rüdiger Moses, Kanté, Bakayoko, Alonso (75' Zappacosta) Willian (81' Musonda), Batshuayi, Hazard     |                                                                     |
| 20 januari 2018 13:30 The AMEX Falmer                    |                                                                      | 0-1 0-2 0-3 0-4         | 3' Hazard 6' Willian 77' Hazard 89' Moses   | Caballero Azpilicueta, Christensen (58' Luiz), Rüdiger Moses, Kanté, Bakayoko, Alonso (75' Zappacosta) Willian (81' Musonda), Batshuayi, Hazard     |                                                                     |
| 31 januari 2018 20:45 Stamford Bridge Londen             | Chelsea FC                                                           | 0-3                     | Bournemouth                                 | Courtois Azpilicueta, Christensen (28' Rüdiger), Cahill Zappacosta (65' Hudson-Odoi), Kanté, Bakayoko, Alonso Pedro, Hazard, Barkley (54' Fàbregas) | 77' Fàbregas                                                        |
| 31 januari 2018 20:45 Stamford Bridge Londen             |                                                                      | 0-1 0-2 0-3             | 51' Wilson 64' Stanislas 67' Aké            | Courtois Azpilicueta, Christensen (28' Rüdiger), Cahill Zappacosta (65' Hudson-Odoi), Kanté, Bakayoko, Alonso Pedro, Hazard, Barkley (54' Fàbregas) | 77' Fàbregas                                                        |
| 5 februari 2018 21:00 Vicarage Road Watford              | Watford FC                                                           | 4-1                     | Chelsea FC                                  | Courtois Azpilicueta, Luiz, Cahill Moses, Kanté, Bakayoko, Zappacosta Willian (34' Fàbregas), Hazard, Pedro (64' Giroud)                            | 25' Bakayoko 30' Bakayoko 58' Luiz 62' Fàbregas                     |
| 5 februari 2018 21:00 Vicarage Road Watford              | 42' Deeney (pen.) 84' Janmaat 88' Deulofeu 90+1' Pereyra             | 1-0 1-1 2-1 3-1 4-1     | 82' Hazard                                  | Courtois Azpilicueta, Luiz, Cahill Moses, Kanté, Bakayoko, Zappacosta Willian (34' Fàbregas), Hazard, Pedro (64' Giroud)                            | 25' Bakayoko 30' Bakayoko 58' Luiz 62' Fàbregas                     |
| 12 februari 2018 21:00 Stamford Bridge Londen            | Chelsea FC                                                           | 3-0                     | West Bromwich Albion                        | Courtois Azpilicueta, Christensen (74' Cahill), Rüdiger Moses, Fàbregas, Kanté, Zappacosta Pedro (80' Willian), Giroud (61' Morata), Hazard         |                                                                     |
| 12 februari 2018 21:00 Stamford Bridge Londen            | 25' Hazard 63' Moses 71' Hazard                                      | 1-0 2-0 3-0             |                                             | Courtois Azpilicueta, Christensen (74' Cahill), Rüdiger Moses, Fàbregas, Kanté, Zappacosta Pedro (80' Willian), Giroud (61' Morata), Hazard         |                                                                     |
| 25 februari 2018 15:05 Old Trafford Manchester           | Manchester United                                                    | 2-1                     | Chelsea FC                                  | Courtois Azpilicueta, Christensen, Rüdiger Moses (78' Giroud), Drinkwater (81' Fàbregas), Kanté, Alonso Willian, Morata, Hazard (73' Pedro)         | 30' Kanté 88' Morata                                                |
| 25 februari 2018 15:05 Old Trafford Manchester           | 39' Lukaku 75' Lingard                                               | 0-1 1-1 2-1             | 32' Willian                                 | Courtois Azpilicueta, Christensen, Rüdiger Moses (78' Giroud), Drinkwater (81' Fàbregas), Kanté, Alonso Willian, Morata, Hazard (73' Pedro)         | 30' Kanté 88' Morata                                                |
| 4 maart 2018 17:00 Etihad Stadium Manchester             | Manchester City                                                      | 1-0                     | Chelsea FC                                  | Courtois Azpilicueta, Christensen, Rüdiger Moses, Fàbregas, Drinkwater, Alonso Willian (78' Giroud), Hazard (90' Morata), Pedro (82' Emerson)       | 57' Rüdiger                                                         |
| 4 maart 2018 17:00 Etihad Stadium Manchester             | B. Silva                                                             | 1-0                     |                                             | Courtois Azpilicueta, Christensen, Rüdiger Moses, Fàbregas, Drinkwater, Alonso Willian (78' Giroud), Hazard (90' Morata), Pedro (82' Emerson)       | 57' Rüdiger                                                         |
| 10 maart 2018 18:30 Stamford Bridge Londen               | Chelsea FC                                                           | 2-1                     | Crystal Palace                              | Courtois Azpilicueta, Christensen, Cahill Zappacosta, Fàbregas (88' Pedro), Kanté, Alonso Willian, Giroud (72' Morata), Hazard (88' Bakayoko)       | 86' Morata                                                          |
| 10 maart 2018 18:30 Stamford Bridge Londen               | 25' Willian 32' Kelly (own)                                          | 1-0 2-0 2-1             | 90' Van Aanholt                             | Courtois Azpilicueta, Christensen, Cahill Zappacosta, Fàbregas (88' Pedro), Kanté, Alonso Willian, Giroud (72' Morata), Hazard (88' Bakayoko)       | 86' Morata                                                          |
| 1 april 2018 17:00 Stamford Bridge Londen                | Chelsea FC                                                           | 1-3                     | Tottenham Hotspur                           | Caballero Azpilicueta, Christensen, Rüdiger Moses (81' Giroud), Fàbregas, Kanté, Alonso (83' Emerson) Willian, Morata (88' Hudson-Odoi), Hazard     |                                                                     |
| 1 april 2018 17:00 Stamford Bridge Londen                | 30' Morata                                                           | 1-0 1-1 1-2 1-3         | 45+1' Eriksen 62' Alli 66' Alli             | Caballero Azpilicueta, Christensen, Rüdiger Moses (81' Giroud), Fàbregas, Kanté, Alonso (83' Emerson) Willian, Morata (88' Hudson-Odoi), Hazard     |                                                                     |
| 8 april 2018 17:30 Stamford Bridge Londen                | Chelsea FC                                                           | 1-1                     | West Ham United                             | Courtois Azpilicueta, Cahill, Rüdiger Moses (78' Pedro), Fàbregas, Kanté, Alonso Willian, Morata (78' Giroud), Hazard                               |                                                                     |
| 8 april 2018 17:30 Stamford Bridge Londen                | 36' Azpilicueta                                                      | 1-0 1-1                 | 73' Hernández                               | Courtois Azpilicueta, Cahill, Rüdiger Moses (78' Pedro), Fàbregas, Kanté, Alonso Willian, Morata (78' Giroud), Hazard                               |                                                                     |
| 14 april 2018 13:30 St. Mary's Stadium Southampton       | Southampton FC                                                       | 2-3                     | Chelsea FC                                  | Courtois Azpilicueta, Christensen, Cahill Zappacosta (61' Pedro), Fàbregas, Kanté, Alonso Willian, Morata (61' Giroud), Hazard (86' Moses)          | 64' Hazard 82' Willian 90+4' Cahill                                 |
| 14 april 2018 13:30 St. Mary's Stadium Southampton       | 21' Tadić 60' Bednarek                                               | 1-0 2-0 2-1 2-2 2-3     | 70' Giroud 75' Hazard 78' Giroud            | Courtois Azpilicueta, Christensen, Cahill Zappacosta (61' Pedro), Fàbregas, Kanté, Alonso Willian, Morata (61' Giroud), Hazard (86' Moses)          | 64' Hazard 82' Willian 90+4' Cahill                                 |
| 19 april 2018 20:45 Turf Moor Burnley                    | Burnley FC                                                           | 1-2                     | Chelsea FC                                  | Courtois Azpilicueta, Cahill, Rüdiger Moses, Kanté, Bakayoko, Emerson (84' Zappacosta) Pedro, Giroud, Morata (71' Hazard)                           |                                                                     |
| 19 april 2018 20:45 Turf Moor Burnley                    | 64' Barnes                                                           | 0-1 1-1 1-2             | 20' Long (own) 69' Moses                    | Courtois Azpilicueta, Cahill, Rüdiger Moses, Kanté, Bakayoko, Emerson (84' Zappacosta) Pedro, Giroud, Morata (71' Hazard)                           |                                                                     |
| 28 april 2018 18:30 Liberty Stadium Swansea              | Swansea City                                                         | 0-1                     | Chelsea FC                                  | Courtois Azpilicueta, Cahill, Rüdiger Moses, Fàbregas (81' Pedro), Kanté, Bakayoko, Emerson Giroud (85' Morata), Hazard (81' Willian)               | 30' Moses                                                           |
| 28 april 2018 18:30 Liberty Stadium Swansea              |                                                                      | 0-1                     | 4' Fàbregas                                 | Courtois Azpilicueta, Cahill, Rüdiger Moses, Fàbregas (81' Pedro), Kanté, Bakayoko, Emerson Giroud (85' Morata), Hazard (81' Willian)               | 30' Moses                                                           |
| 6 mei 2018 17:30 Stamford Bridge Londen                  | Chelsea FC                                                           | 1-0                     | Liverpool FC                                | Courtois Azpilicueta, Cahill, Rüdiger Moses (89' Zappacosta), Fàbregas (90+3' Pedro), Kanté, Bakayoko, Alonso Giroud, Hazard (86' Willian)          | 79' Alonso 81' Moses 90+4' Courtois                                 |
| 6 mei 2018 17:30 Stamford Bridge Londen                  | 32' Giroud                                                           | 1-0                     |                                             | Courtois Azpilicueta, Cahill, Rüdiger Moses (89' Zappacosta), Fàbregas (90+3' Pedro), Kanté, Bakayoko, Alonso Giroud, Hazard (86' Willian)          | 79' Alonso 81' Moses 90+4' Courtois                                 |
| 9 mei 2018 20:45 Stamford Bridge Londen                  | Chelsea FC                                                           | 1-1                     | Huddersfield Town                           | Caballero Azpilicueta, Christensen, Rüdiger Zappacosta (54' Giroud), Fàbregas, Kanté, Alonso Willian, Morata, Pedro (59' Hazard)                    |                                                                     |
| 9 mei 2018 20:45 Stamford Bridge Londen                  | 62' Alonso                                                           | 0-1 1-1                 | 50' Depoitre                                | Caballero Azpilicueta, Christensen, Rüdiger Zappacosta (54' Giroud), Fàbregas, Kanté, Alonso Willian, Morata, Pedro (59' Hazard)                    |                                                                     |
| 13 mei 2018 16:00 St. James' Park Newcastle upon Tyne    | Newcastle United                                                     | 3-0                     | Chelsea FC                                  | Courtois Azpilicueta, Christensen, Cahill Moses, Barkley (77' Willian), Kanté, Bakayoko, Emerson Giroud (76' Morata), Hazard (82' Pedro)            | 62' Bakayoko                                                        |
| 13 mei 2018 16:00 St. James' Park Newcastle upon Tyne    | 23' Gayle 59' Pérez 63' Pérez                                        | 1-0 2-0 3-0             |                                             | Courtois Azpilicueta, Christensen, Cahill Moses, Barkley (77' Willian), Kanté, Bakayoko, Emerson Giroud (76' Morata), Hazard (82' Pedro)            | 62' Bakayoko                                                        |

### Overzicht
| Speeldag  | 1  | 2  | 3 | 4 | 5  | 6  | 7  | 8  | 9  | 10 | 11 | 12 | 13 | 14 | 15 | 16 | 17 | 18 | 19 | 20 | 21 | 22 | 23 | 24 | 25 | 26 | 27 | 28 | 29 | 30 | 31 | 32 | 33 | 34 | 35 | 36 | 37 | 38 |
| --------- | -- | -- | - | - | -- | -- | -- | -- | -- | -- | -- | -- | -- | -- | -- | -- | -- | -- | -- | -- | -- | -- | -- | -- | -- | -- | -- | -- | -- | -- | -- | -- | -- | -- | -- | -- | -- | -- |
| Resultaat | v  | w  | w | w | g  | w  | v  | v  | w  | w  | w  | w  | g  | w  | w  | v  | w  | w  | g  | w  | w  | g  | g  | w  | v  | v  | w  | v  | v  | w  | v  | g  | w  | w  | w  | w  | g  | v  |
| Punten    | 0  | 3  | 6 | 9 | 10 | 13 | 13 | 13 | 16 | 19 | 22 | 25 | 26 | 29 | 32 | 32 | 35 | 38 | 39 | 42 | 45 | 46 | 47 | 50 | 50 | 50 | 53 | 53 | 53 | 56 | 56 | 57 | 60 | 63 | 66 | 69 | 70 | 70 |
| Positie   | 14 | 12 | 6 | 3 | 3  | 3  | 4  | 5  | 4  | 4  | 4  | 3  | 3  | 3  | 3  | 3  | 3  | 3  | 3  | 3  | 2  | 3  | 4  | 3  | 4  | 4  | 4  | 5  | 5  | 5  | 5  | 5  | 5  | 5  | 5  | 5  | 5  | 5  |

## FA Cup
| FA Cup                                           |                                             |                 |                       | |                                                |
| Wedstrijddetails                                 | Thuisploeg                                  | Uitslag         | Uitploeg              | Opstelling | Kaarten                                        |
| 1/32 finale                                      |                                             |                 |                       | |                                                |
| 6 januari 2018 18:30 Carrow Road Norwich         | Norwich City (II)                           | 0-0             | Chelsea FC            | Caballero Rüdiger, Luiz, Cahill Zappacosta, Drinkwater, Bakayoko, Kenedy (78' Musonda) Willian, Batshuayi (74' Morata), Pedro (89' Sterling)                                                                             | 41' Luiz 62' Cahill                            |
| 6 januari 2018 18:30 Carrow Road Norwich         |                                             |                 |                       | Caballero Rüdiger, Luiz, Cahill Zappacosta, Drinkwater, Bakayoko, Kenedy (78' Musonda) Willian, Batshuayi (74' Morata), Pedro (89' Sterling)                                                                             | 41' Luiz 62' Cahill                            |
| Replay – 1/32 finale                             |                                             |                 |                       | |                                                |
| 17 januari 2018 21:00 Stamford Bridge Londen     | Chelsea FC                                  | 1-1 (5-3)       | Norwich City (II)     | Caballero Ampadu (81' Christensen), Luiz, Azpilicueta Zappacosta, Drinkwater (100' Hazard), Bakayoko, Kenedy (86' Kanté) Willian, Batshuayi (81' Morata), Pedro Strafschoppen: Willian, Luiz, Azpilicueta, Kanté, Hazard | 62' Pedro 92' Willian 117' Pedro 120+1' Morata |
| 17 januari 2018 21:00 Stamford Bridge Londen     | 55' Batshuayi                               | 1-0 1-1         | 90+4' Lewis           | Caballero Ampadu (81' Christensen), Luiz, Azpilicueta Zappacosta, Drinkwater (100' Hazard), Bakayoko, Kenedy (86' Kanté) Willian, Batshuayi (81' Morata), Pedro Strafschoppen: Willian, Luiz, Azpilicueta, Kanté, Hazard | 62' Pedro 92' Willian 117' Pedro 120+1' Morata |
| 1/16 finale                                      |                                             |                 |                       | |                                                |
| 28 januari 2018 14:30 Stamford Bridge Londen     | Chelsea FC                                  | 3-0             | Newcastle United      | Caballero Rüdiger, Christensen, Cahill Zappacosta, Drinkwater, Kanté (78' Ampadu), Alonso Pedro (81' Hudson-Odoi), Batshuayi, Hazard (73' Barkley)                                                                       |                                                |
| 28 januari 2018 14:30 Stamford Bridge Londen     | 31' Batshuayi 44' Batshuayi 72' Alonso      | 1-0 2-0 3-0     |                       | Caballero Rüdiger, Christensen, Cahill Zappacosta, Drinkwater, Kanté (78' Ampadu), Alonso Pedro (81' Hudson-Odoi), Batshuayi, Hazard (73' Barkley)                                                                       |                                                |
| 1/8 finale                                       |                                             |                 |                       | |                                                |
| 16 februari 2018 21:00 Stamford Bridge Londen    | Chelsea FC                                  | 4-0             | Hull City (II)        | Caballero Rüdiger, Ampadu, Cahill Zappacosta, Drinkwater, Fàbregas (62' Scott), Emerson Willian, Giroud (70' Morata), Pedro (46' Hudson-Odoi)                                                                            | 82' Scott                                      |
| 16 februari 2018 21:00 Stamford Bridge Londen    | 2' Willian 27' Pedro 32' Willian 42' Giroud | 1-0 2-0 3-0 4-0 |                       | Caballero Rüdiger, Ampadu, Cahill Zappacosta, Drinkwater, Fàbregas (62' Scott), Emerson Willian, Giroud (70' Morata), Pedro (46' Hudson-Odoi)                                                                            | 82' Scott                                      |
| Kwartfinale                                      |                                             |                 |                       | |                                                |
| 18 maart 2018 17:30 King Power Stadium Leicester | Leicester City                              | 1-2             | Chelsea FC            | Caballero Azpilicueta, Christensen (101' Cahill), Rüdiger Moses, Kanté, Bakayoko (46' Fàbregas), Alonso Willian (92' Pedro), Morata, Hazard                                                                              | 45+1' Bakayoko 89' Moses                       |
| 18 maart 2018 17:30 King Power Stadium Leicester | 76' Vardy                                   | 0-1 1-1 1-2     | 42' Morata 105' Pedro | Caballero Azpilicueta, Christensen (101' Cahill), Rüdiger Moses, Kanté, Bakayoko (46' Fàbregas), Alonso Willian (92' Pedro), Morata, Hazard                                                                              | 45+1' Bakayoko 89' Moses                       |
| Halve finale                                     |                                             |                 |                       | |                                                |
| 22 april 2018 16:00 Wembley Stadium Londen       | Chelsea FC                                  | 2-0             | Southampton FC        | Caballero Azpilicueta, Cahill, Rüdiger Moses, Kanté, Fàbregas (76' Pedro), Emerson Willian (64' Bakayoko), Giroud (80' Morata), Hazard                                                                                   |                                                |
| 22 april 2018 16:00 Wembley Stadium Londen       | 46' Giroud 82' Morata                       | 1-0 2-0         |                       | Caballero Azpilicueta, Cahill, Rüdiger Moses, Kanté, Fàbregas (76' Pedro), Emerson Willian (64' Bakayoko), Giroud (80' Morata), Hazard                                                                                   |                                                |
| Finale                                           |                                             |                 |                       | |                                                |
| 19 mei 2018 18:15 Wembley Stadium Londen         | Chelsea FC                                  | 1-0             | Manchester United     | Courtois Azpilicueta, Cahill, Rüdiger Moses, Fàbregas, Kanté, Bakayoko, Alonso Giroud (89' Morata), Hazard (90+1' Willian)                                                                                               | 90+3' Courtois                                 |
| 19 mei 2018 18:15 Wembley Stadium Londen         | 22' Hazard (pen.)                           | 1-0             |                       | Courtois Azpilicueta, Cahill, Rüdiger Moses, Fàbregas, Kanté, Bakayoko, Alonso Giroud (89' Morata), Hazard (90+1' Willian)                                                                                               | 90+3' Courtois                                 |

## League Cup
| League Cup                                     |                                                                  |                         |                        | |                      |
| Wedstrijddetails                               | Thuisploeg                                                       | Uitslag                 | Uitploeg               | Opstelling | Kaarten              |
| 1/16 finale                                    |                                                                  |                         |                        | |                      |
| 20 september 2017 20:45 Stamford Bridge Londen | Chelsea FC                                                       | 5-1                     | Nottingham Forest (II) | Caballero Rüdiger, Christensen (71' Clarke-Salter), Cahill Zappacosta (76' Sterling), Fàbregas (56' Ampadu), Bagayoko, Kenedy Musonda, Batshuayi, Hazard |                      |
| 20 september 2017 20:45 Stamford Bridge Londen | 13' Kenedy 19' Batshuayi 40' Musonda 53' Batshuayi 86' Batshuayi | 1-0 2-0 3-0 4-0 5-0 5-1 | 90+1' Darikwa          | Caballero Rüdiger, Christensen (71' Clarke-Salter), Cahill Zappacosta (76' Sterling), Fàbregas (56' Ampadu), Bagayoko, Kenedy Musonda, Batshuayi, Hazard |                      |
| 1/8 finale                                     |                                                                  |                         |                        | |                      |
| 25 oktober 2017 20:45 Stamford Bridge Londen   | Chelsea FC                                                       | 2-1                     | Everton FC             | Caballero Rüdiger, Christensen, Cahill Zappacosta, Ampadu, Drinkwater (62' Fàbregas), Kenedy Willian, Batshuayi (85' Morata), Musonda (70' Pedro)        | 66' Rüdiger          |
| 25 oktober 2017 20:45 Stamford Bridge Londen   | 26' Rüdiger 90+2' Willian                                        | 1-0 2-0 2-1             | 90+4' Calvert-Lewin    | Caballero Rüdiger, Christensen, Cahill Zappacosta, Ampadu, Drinkwater (62' Fàbregas), Kenedy Willian, Batshuayi (85' Morata), Musonda (70' Pedro)        | 66' Rüdiger          |
| Kwartfinale                                    |                                                                  |                         |                        | |                      |
| 20 december 2017 20:45 Stamford Bridge Londen  | Chelsea FC                                                       | 2-1                     | Bournemouth            | Caballero Rüdiger, Ampadu, Cahill Zappacosta, Drinkwater, Fàbregas, Kenedy Willian (61' Hazard), Batshuayi (73' Morata), Pedro (61' Bakayoko)            | 90+3' Morata         |
| 20 december 2017 20:45 Stamford Bridge Londen  | 13' Willian 90+1' Morata                                         | 1-0 1-1 2-1             | 90' Gosling            | Caballero Rüdiger, Ampadu, Cahill Zappacosta, Drinkwater, Fàbregas, Kenedy Willian (61' Hazard), Batshuayi (73' Morata), Pedro (61' Bakayoko)            | 90+3' Morata         |
| Halve finale                                   |                                                                  |                         |                        | |                      |
| 10 januari 2018 21:00 Stamford Bridge Londen   | Chelsea FC                                                       | 0-0                     | Arsenal FC             | Courtois Azpilicueta, Christensen, Rüdiger Moses, Drinkwater (69' Willian), Kanté, Fàbregas, Alonso Morata (88' Batshuayi), Hazard (85' Bakayoko)        | 80' Kanté            |
| 10 januari 2018 21:00 Stamford Bridge Londen   |                                                                  |                         |                        | Courtois Azpilicueta, Christensen, Rüdiger Moses, Drinkwater (69' Willian), Kanté, Fàbregas, Alonso Morata (88' Batshuayi), Hazard (85' Bakayoko)        | 80' Kanté            |
| 24 januari 2018 21:00 Emirates Stadium Londen  | Arsenal FC                                                       | 2-1                     | Chelsea FC             | Caballero Azpilicueta, Christensen, Rüdiger Moses (72' Zappacosta), Kanté, Bakayoko, Alonso Willian (30' Barkley), Hazard, Pedro (65' Batshuayi)         | 17' Hazard 62' Moses |
| 24 januari 2018 21:00 Emirates Stadium Londen  | 12' Rüdiger (own) 60' Xhaka                                      | 0-1 1-1 2-1             | 7' Hazard              | Caballero Azpilicueta, Christensen, Rüdiger Moses (72' Zappacosta), Kanté, Bakayoko, Alonso Willian (30' Barkley), Hazard, Pedro (65' Batshuayi)         | 17' Hazard 62' Moses |

## UEFA Champions League
| UEFA Champions League                              |                                                                                       |                         |                                                               | |                                   |
| Wedstrijddetails                                   | Thuisploeg                                                                            | Uitslag                 | Uitploeg                                                      | Opstelling | Kaarten                           |
| Groepsfase                                         |                                                                                       |                         |                                                               | |                                   |
| 12 september 2017 20:45 Stamford Bridge Londen     | Chelsea FC                                                                            | 6-0                     | FK Qarabağ                                                    | Courtois Azpilicueta (75' Rüdiger), Christensen, Cahill, Zappacosta Fàbregas, Kanté (63' Bakayoko), Alonso Willian, Batshuayi, Pedro (58' Hazard) | 16' Cahill                        |
| 12 september 2017 20:45 Stamford Bridge Londen     | 5' Pedro 30' Zappacosta 55' Azpilicueta 71' Bakayoko 76' Batshuayi 82' Medvedev (own) | 1-0 2-0 3-0 4-0 5-0 6-0 |                                                               | Courtois Azpilicueta (75' Rüdiger), Christensen, Cahill, Zappacosta Fàbregas, Kanté (63' Bakayoko), Alonso Willian, Batshuayi, Pedro (58' Hazard) | 16' Cahill                        |
| 27 september 2017 20:45 Wanda Metropolitano Madrid | Atlético Madrid                                                                       | 1-2                     | Chelsea FC                                                    | Courtois Azpilicueta, Luiz, Cahill Moses, Kanté, Bakayoko, Alonso Fàbregas (86' Christensen), Morata (82' Batshuayi), Hazard (82' Willian)        | 39' Luiz                          |
| 27 september 2017 20:45 Wanda Metropolitano Madrid | 40' Griezmann (pen.)                                                                  | 1-0 1-1 1-2             | 59' Morata 90+4' Batshuayi                                    | Courtois Azpilicueta, Luiz, Cahill Moses, Kanté, Bakayoko, Alonso Fàbregas (86' Christensen), Morata (82' Batshuayi), Hazard (82' Willian)        | 39' Luiz                          |
| 18 oktober 2017 20:45 Stamford Bridge Londen       | Chelsea FC                                                                            | 3-3                     | AS Roma                                                       | Courtois Azpilicueta, Christensen, Cahill Zappacosta (77' Rüdiger), Fàbregas, Luiz (57' Pedro), Bakayoko, Alonso Morata, Hazard (80' Willian)     | 69' Bakayoko                      |
| 18 oktober 2017 20:45 Stamford Bridge Londen       | 11' Luiz 37' Hazard 75' Hazard                                                        | 1-0 2-0 2-1 2-2 2-3 3-3 | 40' Kolarov 64' Džeko 70' Džeko                               | Courtois Azpilicueta, Christensen, Cahill Zappacosta (77' Rüdiger), Fàbregas, Luiz (57' Pedro), Bakayoko, Alonso Morata, Hazard (80' Willian)     | 69' Bakayoko                      |
| 31 oktober 2017 20:45 Stadio Olimpico Rome         | AS Roma                                                                               | 3-0                     | Chelsea FC                                                    | Courtois Rüdiger, Luiz, Cahill (56' Willian) Azpilicueta, Fàbregas (71' Drinkwater), Bakayoko, Alonso Pedro, Morata (75' Batshuayi), Hazard       |                                   |
| 31 oktober 2017 20:45 Stadio Olimpico Rome         | 1' El Shaarawy 36' El Shaarawy 63' Perotti                                            | 1-0 2-0 3-0             |                                                               | Courtois Rüdiger, Luiz, Cahill (56' Willian) Azpilicueta, Fàbregas (71' Drinkwater), Bakayoko, Alonso Pedro, Morata (75' Batshuayi), Hazard       |                                   |
| 22 november 2017 18:00 Olympisch Stadion Bakoe     | FK Qarabağ                                                                            | 0-4                     | Chelsea FC                                                    | Courtois Azpilicueta, Luiz, Rüdiger Zappacosta, Fàbregas, Kanté (75' Drinkwater), Alonso (58' Cahill) Willian, Hazard (65' Morata), Pedro         | 53' Alonso                        |
| 22 november 2017 18:00 Olympisch Stadion Bakoe     |                                                                                       | 0-1 0-2 0-3 0-4         | 21' Hazard (pen.) 36' Willian 73' Fàbregas (pen.) 85' Willian | Courtois Azpilicueta, Luiz, Rüdiger Zappacosta, Fàbregas, Kanté (75' Drinkwater), Alonso (58' Cahill) Willian, Hazard (65' Morata), Pedro         | 53' Alonso                        |
| 5 december 2017 20:45 Stamford Bridge Londen       | Chelsea FC                                                                            | 1-1                     | Atlético Madrid                                               | Courtois Azpilicueta, Christensen, Cahill Moses, Fàbregas, Kanté, Bakayoko (64' Pedro), Zappacosta (73' Willian) Morata (81' Batshuayi), Hazard   | 52' Zappacosta                    |
| 5 december 2017 20:45 Stamford Bridge Londen       | 75' Savić (own)                                                                       | 0-1 1-1                 | 56' Saúl                                                      | Courtois Azpilicueta, Christensen, Cahill Moses, Fàbregas, Kanté, Bakayoko (64' Pedro), Zappacosta (73' Willian) Morata (81' Batshuayi), Hazard   | 52' Zappacosta                    |
| 1/8 finale                                         |                                                                                       |                         |                                                               | |                                   |
| 20 februari 2018 20:45 Stamford Bridge Londen      | Chelsea FC                                                                            | 1-1                     | FC Barcelona                                                  | Courtois Azpilicueta, Christensen, Rüdiger Moses, Fàbregas (84' Drinkwater), Kanté, Alonso Willian, Hazard, Pedro (83' Morata)                    | 80' Rüdiger 86' Morata            |
| 20 februari 2018 20:45 Stamford Bridge Londen      | 62' Willian                                                                           | 1-0 1-1                 | 75' Messi                                                     | Courtois Azpilicueta, Christensen, Rüdiger Moses, Fàbregas (84' Drinkwater), Kanté, Alonso Willian, Hazard, Pedro (83' Morata)                    | 80' Rüdiger 86' Morata            |
| 14 maart 2018 20:45 Camp Nou Barcelona             | FC Barcelona                                                                          | 3-0                     | Chelsea FC                                                    | Courtois Azpilicueta, Christensen, Rüdiger Moses (67' Zappacosta), Fàbregas, Kanté, Alonso Willian, Giroud (67' Morata), Hazard (82' Pedro)       | 45' Willian 49' Giroud 75' Alonso |
| 14 maart 2018 20:45 Camp Nou Barcelona             | 3' Messi 20' Dembélé 63' Messi                                                        | 1-0 2-0 3-0             |                                                               | Courtois Azpilicueta, Christensen, Rüdiger Moses (67' Zappacosta), Fàbregas, Kanté, Alonso Willian, Giroud (67' Morata), Hazard (82' Pedro)       | 45' Willian 49' Giroud 75' Alonso |

### Klassement groepsfase
| #  | Club            | GS | W | G | V | DV | DT | DS  | PTN |
| -- | --------------- | -- | - | - | - | -- | -- | --- | --- |
| 1. | AS Roma         | 6  | 3 | 2 | 1 | 9  | 6  | +3  | 11  |
| 2. | Chelsea FC      | 6  | 3 | 2 | 1 | 16 | 8  | +8  | 11  |
| 3. | Atlético Madrid | 6  | 1 | 4 | 1 | 5  | 4  | +1  | 7   |
| 4. | FK Qarabağ      | 6  | 0 | 2 | 4 | 2  | 14 | −12 | 2   |

## Statistieken
De speler met de meeste wedstrijden is in het groen aangeduid, de speler met de meeste doelpunten in het geel.
| Nr. | Naam                | Premier League | Premier League | FA Cup | FA Cup | League Cup | League Cup | Community Shield | Community Shield | Champions League | Champions League | Totaal | Totaal |
| Nr. | Naam                | Wed            | Goals          | Wed    | Goals  | Wed        | Goals      | Wed              | Goals            | Wed              | Goals            | Wed    | Goals  |
| --- | ------------------- | -------------- | -------------- | ------ | ------ | ---------- | ---------- | ---------------- | ---------------- | ---------------- | ---------------- | ------ | ------ |
| 1.  | Willy Caballero     | 3              | 0              | 6      | 0      | 4          | 0          | 0                | 0                | 0                | 0                | 13     | 0      |
| 2.  | Antonio Rüdiger     | 27             | 2              | 6      | 0      | 5          | 1          | 1                | 0                | 6                | 0                | 45     | 3      |
| 3.  | Marcos Alonso       | 33             | 7              | 3      | 1      | 2          | 0          | 1                | 0                | 7                | 0                | 46     | 8      |
| 4.  | Cesc Fàbregas       | 32             | 2              | 4      | 0      | 4          | 0          | 1                | 0                | 8                | 1                | 49     | 3      |
| 6.  | Danny Drinkwater    | 12             | 1              | 4      | 0      | 3          | 0          | 0                | 0                | 3                | 0                | 22     | 1      |
| 7.  | N'Golo Kanté        | 34             | 1              | 5      | 0      | 2          | 0          | 1                | 0                | 6                | 0                | 48     | 1      |
| 8.  | Ross Barkley        | 2              | 0              | 1      | 0      | 1          | 0          | 0                | 0                | 0                | 0                | 4      | 0      |
| 9.  | Álvaro Morata       | 31             | 11             | 6      | 2      | 3          | 1          | 1                | 0                | 7                | 1                | 48     | 15     |
| 10. | Eden Hazard         | 34             | 12             | 5      | 1      | 4          | 1          | 0                | 0                | 8                | 3                | 51     | 17     |
| 11. | Pedro               | 31             | 4              | 6      | 2      | 3          | 0          | 1                | 0                | 7                | 1                | 48     | 7      |
| 13. | Thibaut Courtois    | 35             | 0              | 1      | 0      | 1          | 0          | 1                | 0                | 8                | 0                | 46     | 0      |
| 14. | Tiemoué Bakayoko    | 29             | 2              | 5      | 0      | 4          | 0          | 0                | 0                | 5                | 1                | 43     | 3      |
| 15. | Victor Moses        | 28             | 3              | 3      | 0      | 2          | 0          | 1                | 1                | 4                | 0                | 38     | 4      |
| 16. | Kenedy              | 0              | 0              | 2      | 0      | 3          | 1          | 0                | 0                | 0                | 0                | 5      | 1      |
| 17. | Charly Musonda jr.  | 3              | 0              | 1      | 0      | 2          | 1          | 1                | 0                | 0                | 0                | 7      | 1      |
| 18. | Olivier Giroud      | 13             | 3              | 4      | 2      | 0          | 0          | 0                | 0                | 1                | 0                | 18     | 5      |
| 21. | Davide Zappacosta   | 22             | 1              | 4      | 0      | 4          | 0          | 0                | 0                | 5                | 1                | 35     | 2      |
| 22. | Willian             | 36             | 6              | 6      | 2      | 4          | 2          | 1                | 0                | 8                | 3                | 55     | 13     |
| 23. | Michy Batshuayi     | 12             | 2              | 3      | 3      | 5          | 3          | 1                | 0                | 4                | 2                | 25     | 10     |
| 24. | Gary Cahill         | 27             | 0              | 6      | 0      | 3          | 0          | 1                | 0                | 6                | 0                | 43     | 0      |
| 27. | Andreas Christensen | 27             | 0              | 3      | 0      | 4          | 0          | 0                | 0                | 6                | 0                | 40     | 0      |
| 28. | César Azpilicueta   | 37             | 2              | 4      | 0      | 2          | 0          | 1                | 0                | 8                | 1                | 52     | 3      |
| 30. | David Luiz          | 10             | 1              | 2      | 0      | 0          | 0          | 1                | 0                | 4                | 1                | 17     | 2      |
| 31. | Fikayo Tomori       | 0              | 0              | 0      | 0      | 0          | 0          | 0                | 0                | 0                | 0                | 0      | 0      |
| 33. | Emerson             | 5              | 0              | 2      | 0      | 0          | 0          | 0                | 0                | 0                | 0                | 7      | 0      |
| 35. | Jake Clarke-Salter  | 0              | 0              | 0      | 0      | 1          | 0          | 0                | 0                | 0                | 0                | 1      | 0      |
| 36. | Kyle Scott          | 0              | 0              | 1      | 0      | 0          | 0          | 0                | 0                | 0                | 0                | 1      | 0      |
| 37. | Eduardo             | 0              | 0              | 0      | 0      | 0          | 0          | 0                | 0                | 0                | 0                | 0      | 0      |
| 38. | Jérémie Boga        | 1              | 0              | 0      | 0      | 0          | 0          | 0                | 0                | 0                | 0                | 1      | 0      |
| 44. | Ethan Ampadu        | 1              | 0              | 3      | 0      | 3          | 0          | 0                | 0                | 0                | 0                | 7      | 0      |
| 66. | Dujon Sterling      | 0              | 0              | 1      | 0      | 1          | 0          | 0                | 0                | 0                | 0                | 2      | 0      |
| 70. | Callum Hudson-Odoi  | 2              | 0              | 2      | 0      | 0          | 0          | 0                | 0                | 0                | 0                | 4      | 0      |

## Afbeeldingen

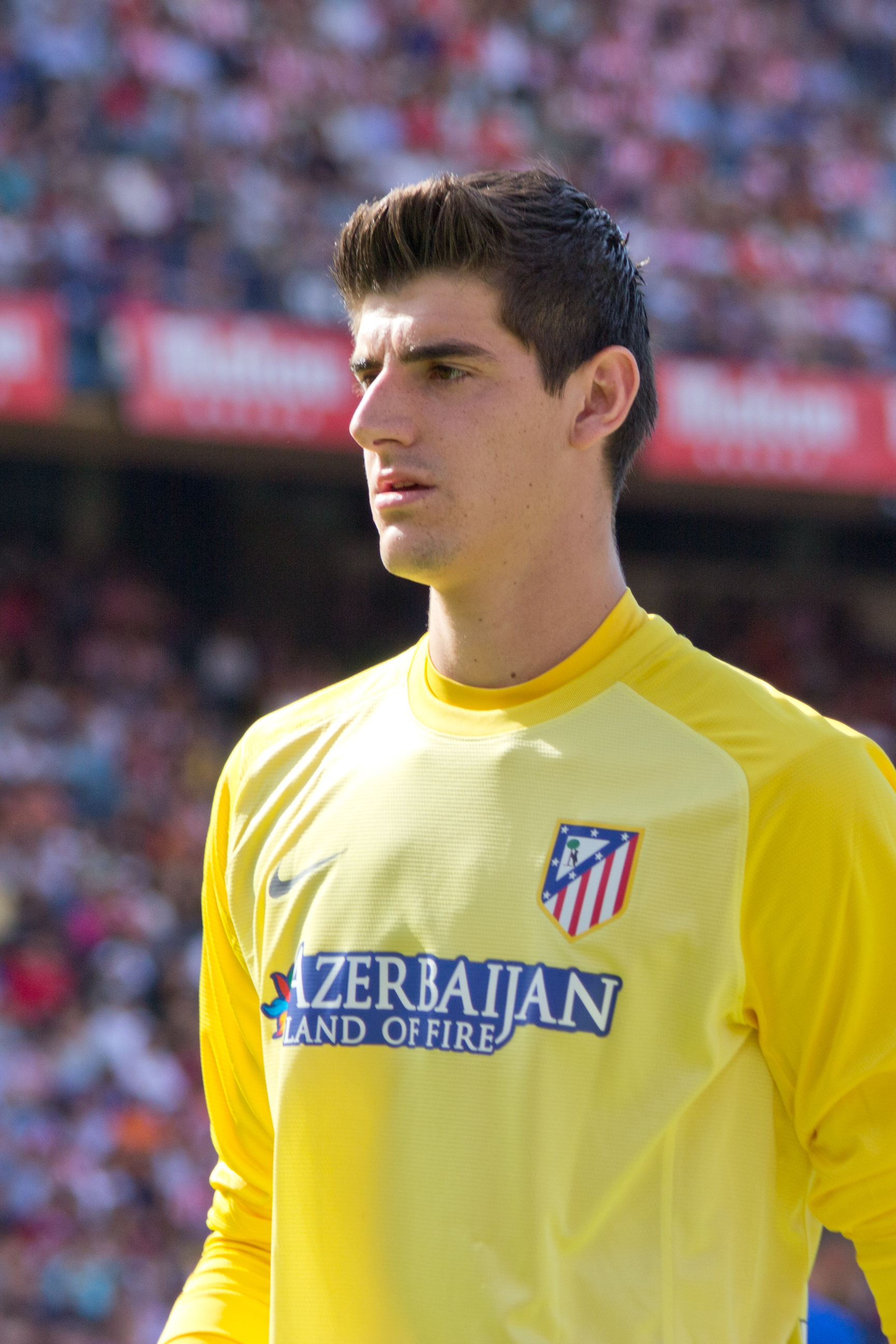
Thibaut Courtois (doelman)
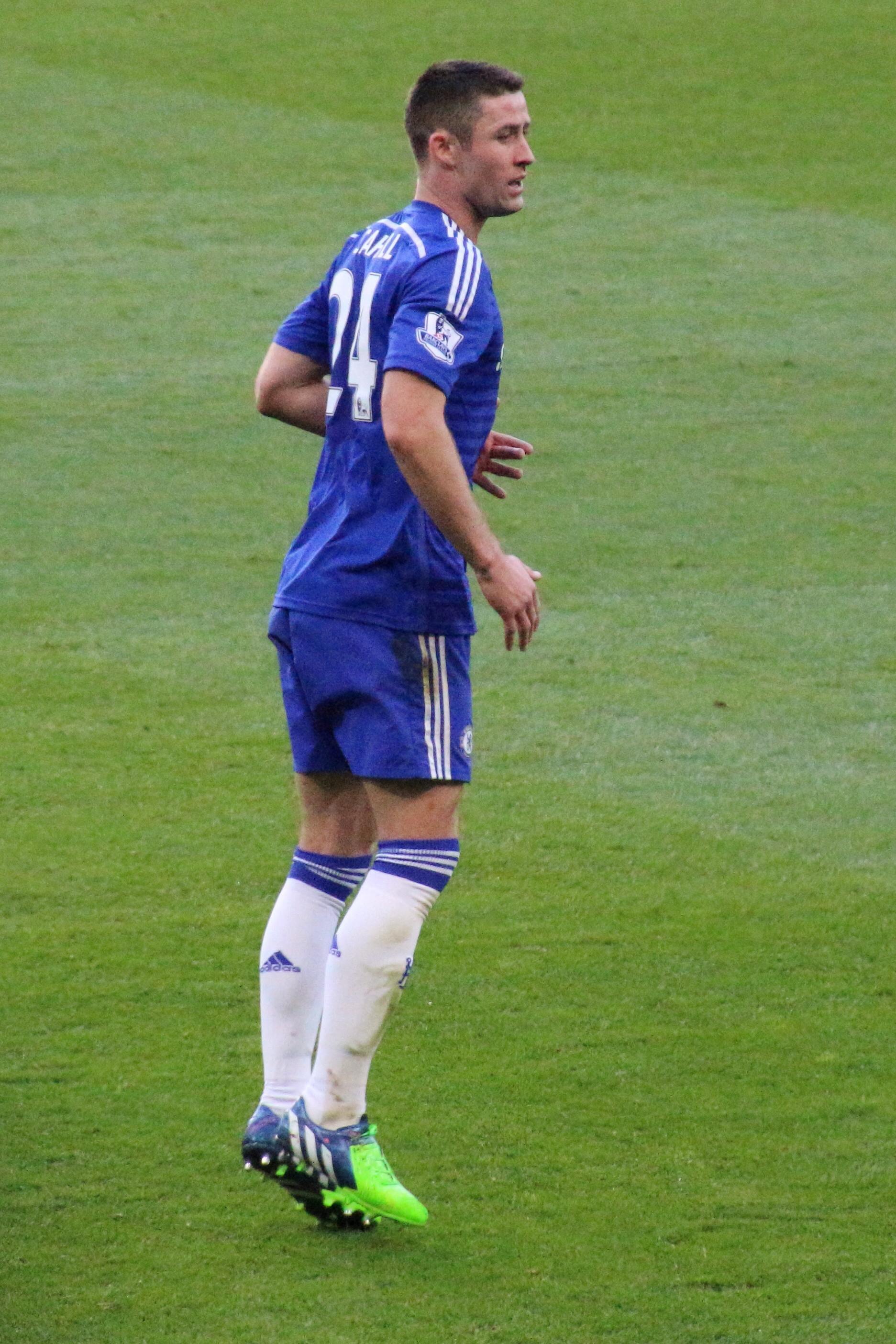
Gary Cahill (verdediger)
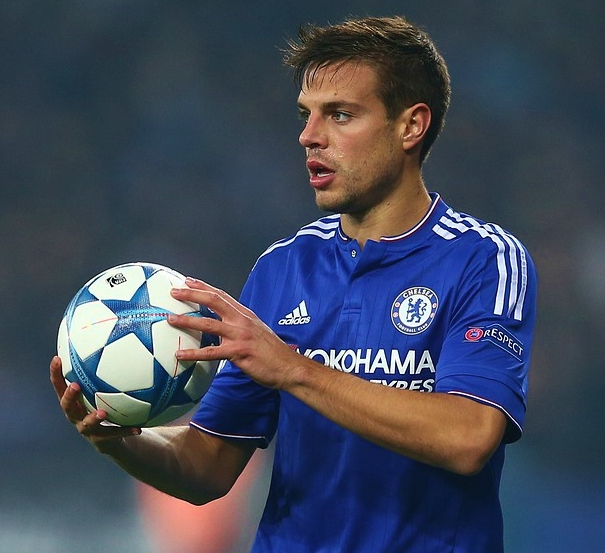
César Azpilicueta (verdediger)
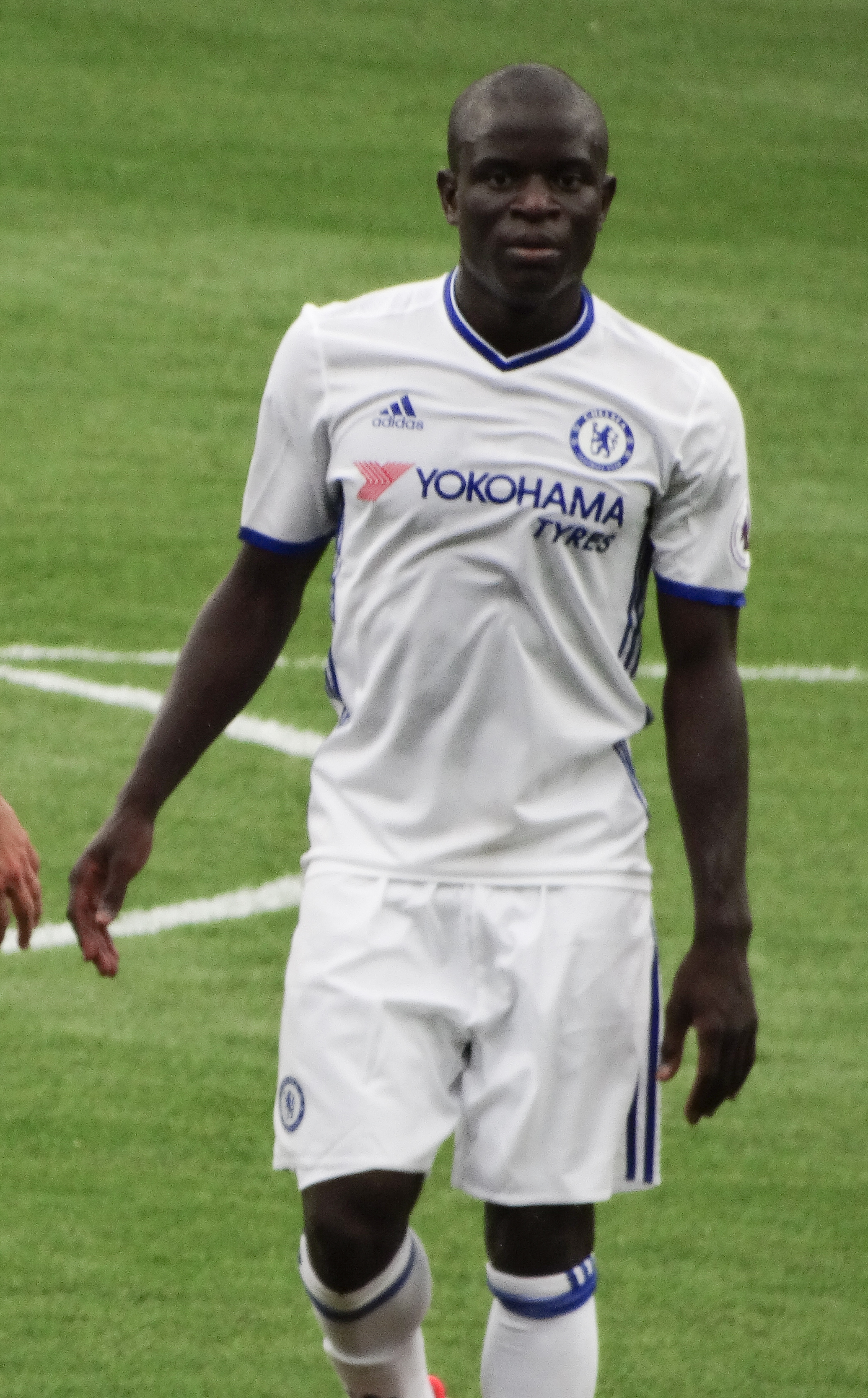
N'Golo Kanté (middenvelder)
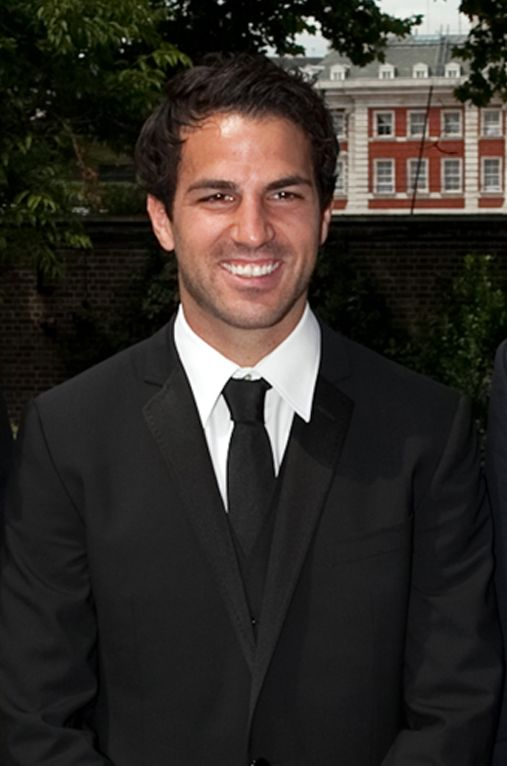
Cesc Fàbregas (middenvelder)
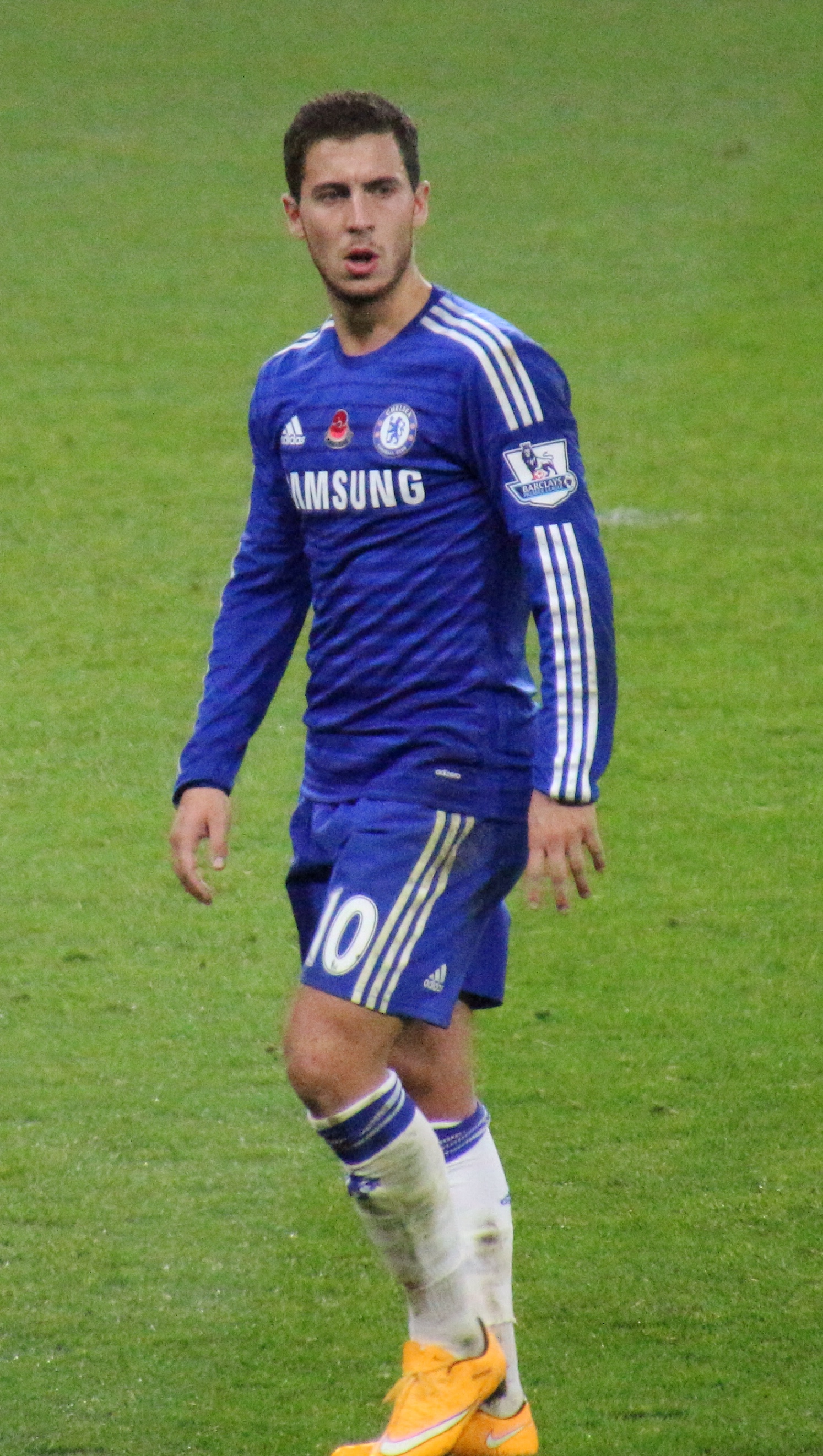
Eden Hazard (middenvelder)
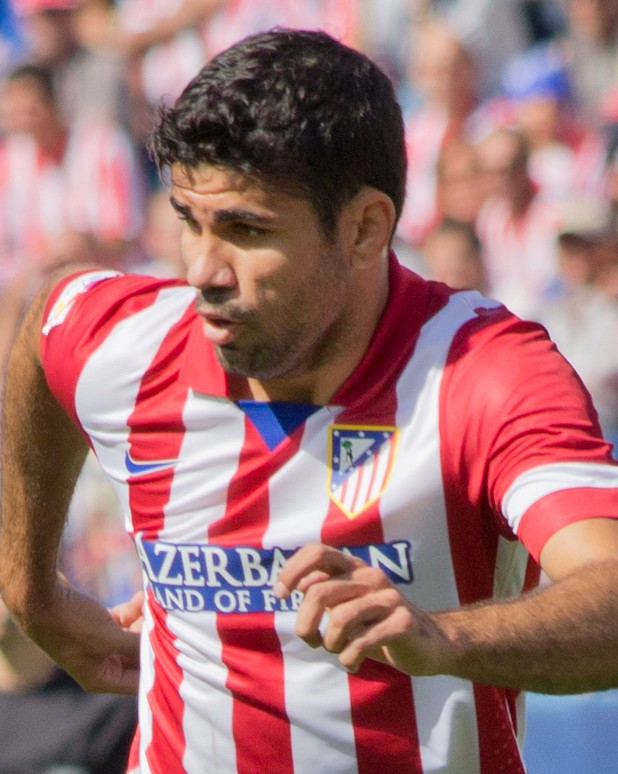
Diego Costa (aanvaller)
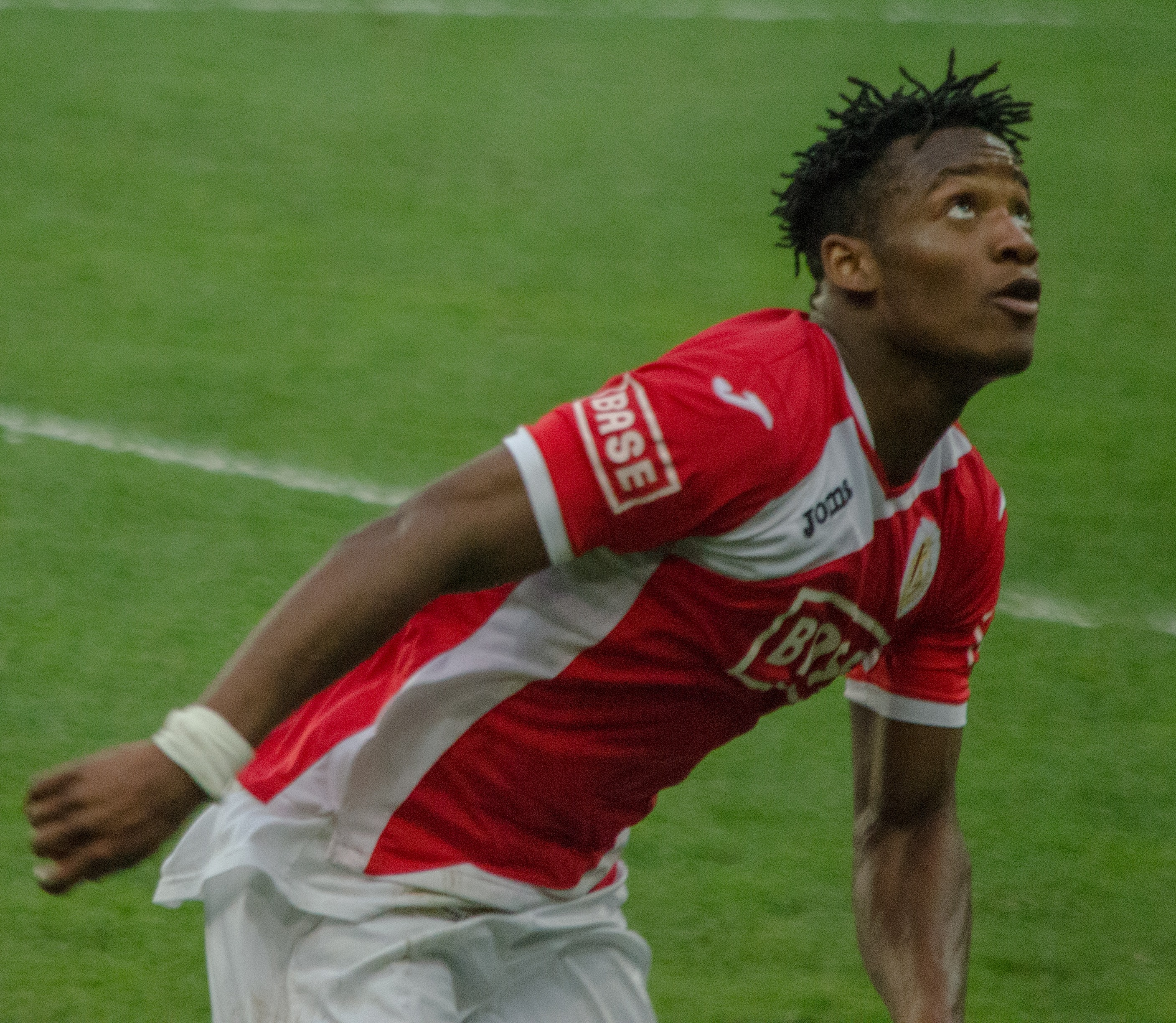
Michy Batshuayi (aanvaller)